# Yamethin
Yamethin és una ciutat i municipi de Birmània (Myanmar) a la divisió de Mandalay, capital del districte de Yamethin i del township de Yamethin. Està situada a 20° 25′ N, 96° 09′ E / 20.417°N,96.150°E a la part més alta de la plana al centre del districte. La seva població el 1891 era de 6.584 habitants i el 1901 de 8.680; el 2000 s'estimava en 45.200 habitants. La base de dades GeoNames li assigna 59.867 habitants.
La llegenda la suposa fundada pel rei Anawrata de Pagan al segle xi però no té fonaments històrics. El nom original podria haver estat Nwametalhin (ramat de bous negres) però altres deriven Yamethin de ye me (aigua negra) pel color de les seves aigües degut al nitrat del sòl. La municipalitat es va formar el 1888.